# Circuito de Vila Real

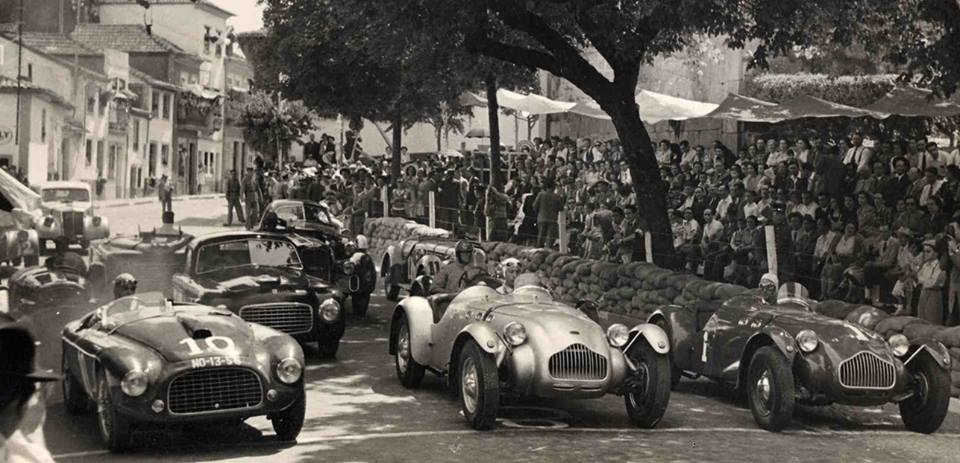
Starterfeld des Rennens in Villa Real 1950

Der Circuito de Vila Real ist eine temporäre Motorsportrennstrecke in der portugiesischen Stadt Vila Real.

## Geschichte
Das Stadtrennen wurde 1931 von einigen motorsportbegeisterten Bürgern ins Leben gerufen. Dabei wurden charakteristische Straßen der Innenstadt zu einem Parcours zusammengefasst, der zu Beginn eine Gesamtlänge von 7150 m aufwies und erst 1936 asphaltiert wurde. Zwischen 1931 und 1991 wurde, mit einigen kurzen Unterbrechungen, das auch über die Landesgrenzen hinaus bekannte Stadtrennen ausgetragen.  1958 wurde die Strecke auf 6,925 km verkürzt und bestand in dieser Konfiguration bis 1991. Ihre Glanzzeit lag in den 1960er-, 1970er- und 1980er-Jahren, als auch prestigeträchtige internationale Wettkämpfe stattfanden. So wurden zwischen 1982 und 1990 beispielsweise insgesamt sieben Mal Läufe zur Formula TT ausgetragen.
1991 jedoch geriet ein Fahrer von der Piste, was vier Menschen das Leben kostete und eine Reihe von Personen schwer verletzte. Als Konsequenz wurde Vila Real aus den Rennkalendern gestrichen. Erst im Jahre 2007 wurde auf einer neuen, auf 4,7 km verkürzten und entsprechend gesicherten Strecke ein Rennen veranstaltet, das die Unfallstelle auslässt. Nach einer erneuten Pause zwischen 2010 und 2014 wird das Rennen alljährlich im Sommer wiederholt und stellt touristisch zunehmend eine Attraktion dar.

## Veranstaltungen
Inzwischen ist Vila Real wieder regelmäßig Austragungsort verschiedener internationaler und nationaler Rennen. So fanden hier Rennen der Tourenwagen-Weltmeisterschaft und der WTCR-Serie statt. Nach deren Ende fanden zuletzt nur historische Rennen im Rahmen des 52° Circuito Internacional de Vila Real 2023 statt. 